# Тимшер (сельское поселение)
Тимшер — административно-территориальная единица (административная территория посёлок сельского типа с подчинённой ему территорией) и муниципальное образование (сельское поселение с полным официальным наименованием муниципальное образование сельского поселения «Тимшер») в составе Усть-Куломского муниципального района в Республике Коми Российской Федерации.
Административный центр — посёлок Тимшер.

## История
Статус и границы административной территории установлены Законом Республики Коми от 6 марта 2006 года № 13-РЗ «Об административно-территориальном устройстве Республики Коми».
Статус и границы сельского поселения установлены Законом Республики Коми от 5 марта 2005 года № 11-РЗ «О территориальной организации местного самоуправления в Республике Коми».

## Население
| 2010  | 2011  | 2012  | 2013  | 2014  | 2015  | 2016  |
| ----- | ----- | ----- | ----- | ----- | ----- | ----- |
| 1444  | ↘1432 | ↘1388 | ↘1356 | ↘1352 | ↘1290 | ↘1245 |
| 2017  | 2018  | 2019  | 2020  | 2021  |       |       |
| ↘1219 | ↘1182 | ↘1126 | ↘1107 | ↘1009 |       |       |

## Состав
Состав административной территории и сельского поселения:
| № | Населённый пункт | Тип населённого пункта          | Население |
| - | ---------------- | ------------------------------- | --------- |
| 1 | Лопъювад         | посёлок                         | 362       |
| 2 | Тимшер           | посёлок, административный центр | 1082      |